# Piet Steenkamp
Petrus Antonius Josephus Maria Steenkamp, detto Piet (Uithoorn, 8 marzo 1925 – Eindhoven, 8 gennaio 2016), è stato un politico olandese, appartenente prima al Partito Popolare Cattolico e in seguito all'Appello Cristiano Democratico, è stato presidente della Eerste Kamer dal 1983 al 1991.
Ha svolto un ruolo importante nella formazione del partito ed è quindi indicato come il padre del CDA.

## Formazione e attività professionale
Dopo aver completato gli studi in economia presso l'Università di Tilburg Steenkamp è stato dal 1949 a 1954 dipendente, e dal 1954 fino al 1º settembre 1966 membro del consiglio del conservificio di suo padre Van Hoorn a Uithoorn. Nel 1960 divenne professore di diritto sociale presso l'Università tecnica di Eindhoven;, è stato il decano della facoltà di filosofia e scienze sociali di questa università.

## Attività politica

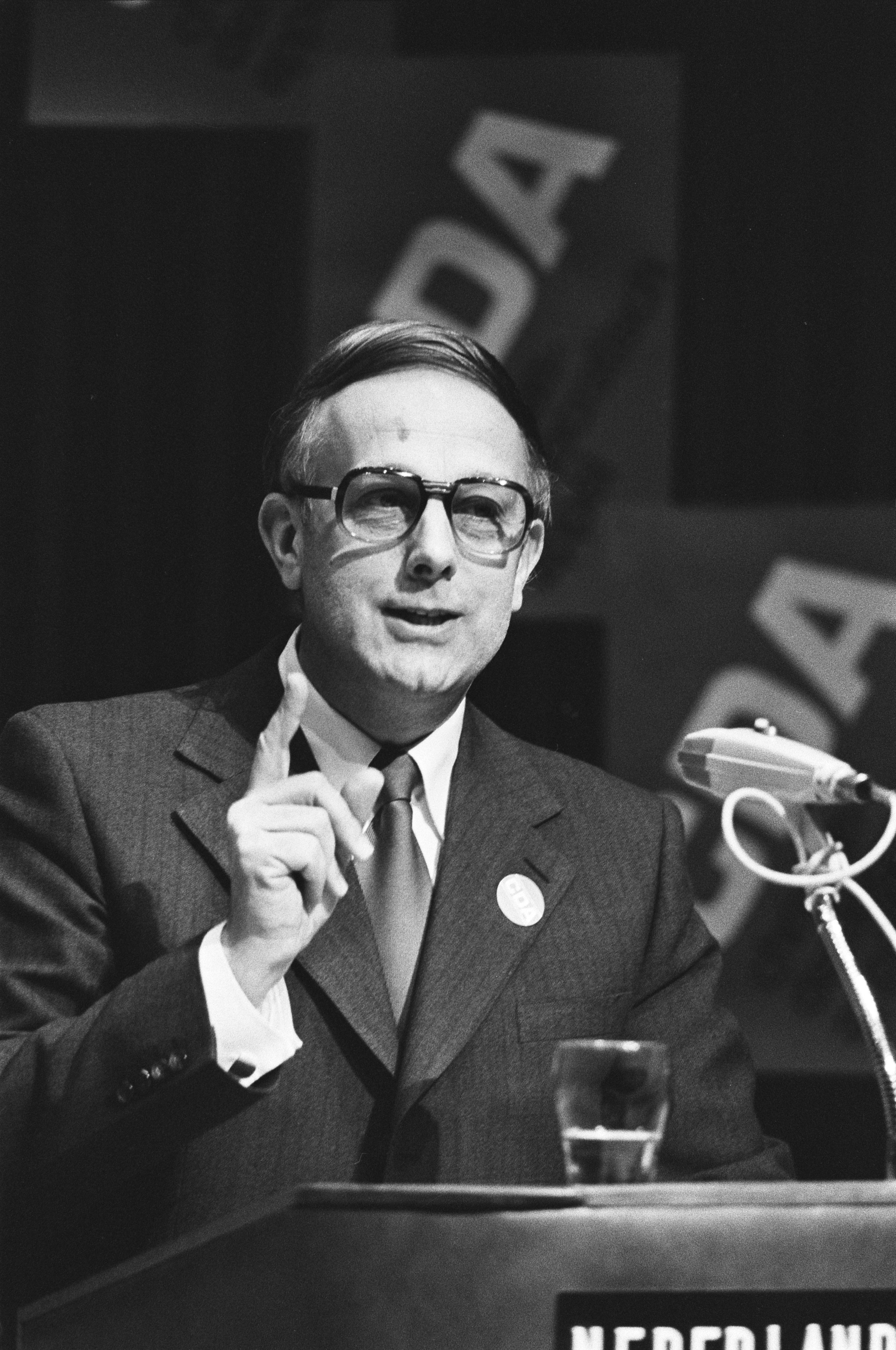
Piet Steenkamp al Congresso del CDA a L'Aia, 10 dicembre 1976

Dal 1966 al 1999 Steenkamp ha fatto parte della Eerste Kamer, prima come rappresentante del Partito Popolare Cattolico (KVP) e a partire dal 1980 rappresentante dell'Appello Cristiano Democratico (CDA). Dal 1983 al 1991 è stato presidente dell'assemblea.
Nel 1971, fu incaricato dalla Regina Giuliana di agire come informatore prima di formare un nuovo governo. La stessa funzione la esercitò nel 1982 per la Regina Beatrice.
Ha sempre sostenuto la fusione del Partito Popolare Cattolico, l'Unione Cristiano Storica e il Partito Anti-Rivoluzionario, e fin dall'inizio è stato un membro del Groep van Achttien, un gruppo di lavoro bipartisan che ha discusso la fusione e, in definitiva l'ha preparata. Fino alla conferenza speciale del partito nell'ottobre 1980, in cui l'unificazione delle tre parti del CDA fu finalmente completata, Steenkamp assunse la presidenza del CDA. Da questo incarico, si è dimesso nel corso del congresso e ha assunto il titolo di presidente onorario. Il suo successore fu Piet Bukman.
L'istituto di istruzione/formazione del CDA porta il suo nome (Steenkampinstituut).
Nel 1976 divenne Cavaliere e il 24 agosto 1990 Commendatore dell'Ordine del Leone olandese. Inoltre, a causa dei suoi 20 anni di appartenenza alla Camera, il 29 aprile 1986 divenne Commendatore dell'Ordine di Orange-Nassau.
Era sposato e aveva tre figli. Suo figlio Thomas è il sindaco della comunità olandese West Maas en Waal. È deceduto a 90 anni di età, l'8 gennaio 2016.